# (129) Antigone
(129) Antigone – planetoida z pasa głównego asteroid okrążająca Słońce w ciągu 4 lat i 313 dni w średniej odległości 2,87 j.a. Została odkryta 5 lutego 1873 roku w Clinton położonym w hrabstwie Oneida w stanie Nowy Jork przez Christiana Petersa. Nazwa planetoidy pochodzi od Antygony, córki Edypa w mitologii greckiej.